# Александро-Невський (Новосибірська область)
Александро-Невський (рос. Александро-Невский) — сст у Баганському районі Новосибірської області Російської Федерації.
Входить до складу муніципального утворення Казанська сільрада. Населення становить 217 осіб (2010).

## Історія
Згідно із законом від 2 червня 2004 року органом місцевого самоврядування є Казанська сільрада.

## Населення
| 2002 | 2007 | 2010 |
| ---- | ---- | ---- |
| 296  | ↘239 | ↘217 |